# La croisière s'amuse
La croisière s'amuse, nouvelle vague
La croisière s'amuse (The Love Boat) est une série télévisée américaine en 249 épisodes de 47 minutes, créée par Aaron Spelling et diffusée entre le 24 septembre 1977 et le 27 février 1987 sur le réseau ABC.
En France, la série est diffusée à partir du 5 janvier 1980 sur TF1, mais aussi sur RTL Télévision et Télé Monte-Carlo dans les années 1980, et rediffusée dans l'émission La Une est à vous du 6 février 1988 au 23 décembre 1989 sur TF1. France 3 rediffuse la série et programme dans la foulée les saisons restées jusque-là inédites du 7 septembre 1992 au 17 décembre 1999, puis du 29 mai 2000 au 15 septembre 2000, du 1er mai 2001 au 1er mars 2002, et du 13 mai 2005 au 22 juin 2006.
Paramount Channel rediffuse l'intégralité de la série à partir du 1er janvier 2024.
Au Québec, elle a été diffusée à partir du 7 septembre 1981 sur le réseau TVA.
La série est rediffusée en Belgique sur Tipik depuis le 20 novembre 2023.

## Synopsis
À bord du luxueux paquebot Pacific Princess qui vogue sur l'océan Pacifique, tout le monde, ou presque, cherche l'amour. Une équipe efficace et sympathique est là pour satisfaire au mieux les passagers et, même si les choses ne se passent pas toujours aussi bien qu'on le voudrait, l'amour finit toujours par triompher.
Chaque épisode reprend la même trame de scénario, trois histoires en parallèle :
- un couple embarque en situation de séparation ou se dispute en début de croisière, puis se réconcilie avant la fin de l'épisode ;
- deux personnes qui ne se connaissent pas se rencontrent, se fâchent, puis vivent le grand amour ;
- un membre de l'équipage rencontre un des passagers, se dispute avec lui à cause de leur histoire passée, un autre membre de l'équipage réussit à les réconcilier.

Certains épisodes spéciaux (crossover avec d'autres séries) ne suivent pas nécessairement cette trame.

## Fiche technique
- Titre original : The Love Boat
- Titre français : La croisière s'amuse
- Création : Wilford Lloyd Baumes
- Réalisation : Richard Kinon, Roger Duchowny, Robert Scheerer, Allen Baron, Ted Lange, Alan Rafkin, Jerome Courtland, etc.
- Scénario : Mike Marmer (supervision) d'après The Love Boats de Jeraldine Saunders
- Musique : Charles Fox, Artie Kane, Ben Lanzarone, etc.
  - Générique : Charles Fox et Paul Williams, chanté par Jack Jones puis Dionne Warwick (saison 9)
- Direction artistique : Paul Sylos, Larry Warwick, Eugene Harris, Tom Trimble, etc.
- Décors : James W. Payne, John McCarthy Jr., Jim Duffy, John Told, Jeff Haley, etc.
- Costumes : Nolan Miller
- Photographie : Tony Askins, Irving Lippman, Archie R. Dalzell, Robert C. Moreno, etc.
- Montage : Norman Wallerstein, Chuck McClelland, Joanna Bush, Robert Moore, etc.
- Production : Aaron Spelling, Douglas Cramer (en)
- Sociétés de production : Douglas S. Cramer Productions, Aaron Spelling Productions
- Société de distribution : Paramount Domestic Television
- Pays de production :  États-Unis
- Langue originale : anglais
- Format : couleur — 35 mm — 1,33:1 — son mono
- Genre : comédie sentimentale
- Nombre d'épisodes : 249 (10 saisons)
- Durée : 45 minutes
- Dates de sortie :
  - États-Unis : 24 septembre 1977
  - France : 5 janvier 1980
  - Canada (Québec) : 7 septembre 1981
- Classification : tous publics

## Distribution

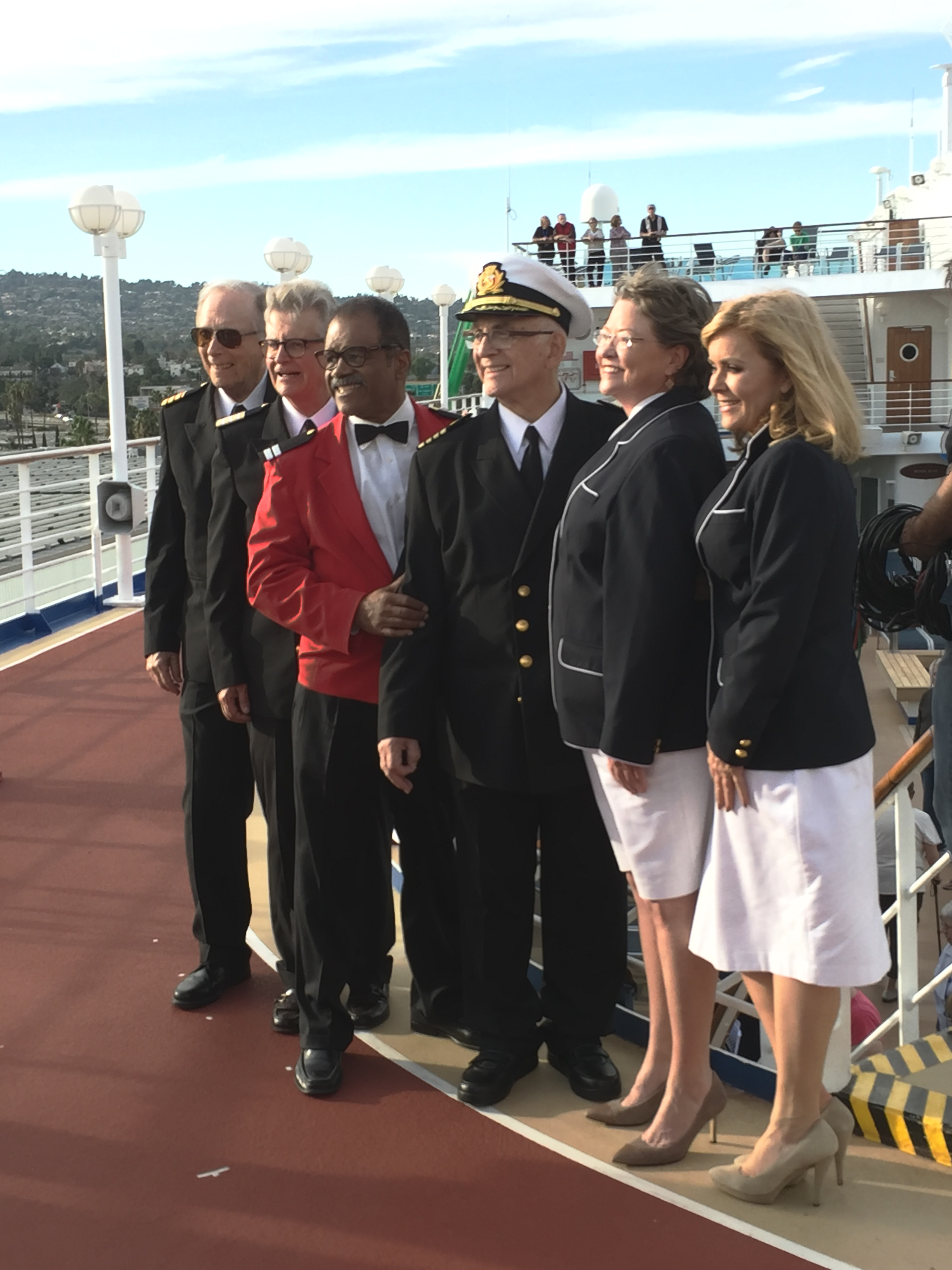
Les acteurs réunis en 2015 : (de gauche à droite) B. Kopell, F. Grandy, T. Lange, G. MacLeod, L. Tewes et J. Whelan

- Gavin MacLeod (VF : Francis Lax) : capitaine Merrill Stubing
- Bernie Kopell (VF : Gérard Hernandez ou Jean-Claude Montalban selon les épisodes) : docteur Adam « Doc » Bricker
- Fred Grandy (VF : Serge Lhorca) : Burl « Gopher » Smith
- Ted Lange (VF : Philippe Ogouz ou Greg Germain selon les épisodes) : Isaac Washington
- Lauren Tewes (VF : Annie Balestra, Francine Lainé ou Françoise Pavy selon les épisodes) : Julie McCoy
- Jill Whelan (VF : Joëlle Guigui) : Vicki Stubing
- Ted McGinley (VF : Edgar Givry) : Ashley « Ace » Covington Evans
- Pat Klous (en) (VF : Danielle Volle) : Judy McCoy

## Distinctions

### Récompenses
- People's Choice Awards 1978 : Nouvelle série comique préférée

- Young Artist Awards 1983 : Meilleure actrice dans une série télévisée comique pour Jill Whelan

- Young Artist Awards 1984 : Meilleur acteur invité dans une série télévisée comique pour Timothy Patrick Murphy

- TV Land Awards 2003 : Meilleur cross-cover entre personnages

### Nominations
- Primetime Emmy Awards 1978 : 
  - Meilleur acteur invité dans une série télévisée comique pour Will Geer (épisode 1.12 The Old Man and the Runaway)
  - Meilleur montage d'une série télévisée comique pour Norman Wallerstein et Robert Moore (épisode 1.16 Masquerade / The Caper / Eyes of Love / Hollywood Royalty)
  - Meilleure photographie d'une série télévisée comique pour Lloyd Ahern (épisode 1.19 The Inspector / A Very Special Girl / Until the Last Goodbye)
  - Meilleure direction artistique d'une série télévisée comique pour Paul Sylos, Eugene Harris, Bob Signorelli et John McCarthy Jr.

- Golden Globes 1979 :
  - Meilleur acteur dans une série télévisée musicale ou comique pour Gavin MacLeod
  - Meilleure série télévisée musicale ou comique

- Golden Globes 1980 : Meilleure série télévisée musicale ou comique

- Golden Globes 1981 :
  - Meilleur acteur dans une série télévisée musicale ou comique pour Gavin MacLeod
  - Meilleure série télévisée musicale ou comique

- Golden Globes 1982 :
  - Meilleur acteur dans une série télévisée musicale ou comique pour Gavin MacLeod
  - Meilleure série télévisée musicale ou comique
- Young Artist Awards 1982 : Meilleure actrice dans une série télévisée comique pour Jill Whelan

- Primetime Emmy Awards 1983 : Meilleure réalisation d'une série télévisée comique pour Bob Sweeney (épisode 6.25 The Dog Show)
- Young Artist Awards 1983 : Meilleur acteur invité dans une série télévisée comique pour Corey Feldman

- Young Artist Awards 1984 : 
  - Meilleure actrice dans une série télévisée comique pour Jill Whelan
  - Meilleure actrice invitée dans une série télévisée comique pour Angela Lee

- Young Artist Awards 1985 :
  - Meilleure actrice dans une série télévisée comique pour Jill Whelan
  - Meilleur acteur invité dans une série télévisée comique pour David Faustino

- Young Artist Awards 1986 : Meilleure actrice dans une série télévisée comique pour Jill Whelan

- TV Land Awards 2004 : Meilleur générique